# Тарасівка (Пологівський район)
Тара́сівка (до 1922 року — Петропавлівка) — село в Україні, у Пологівській міській громаді Пологівського району Запорізької області. Населення становить 1284 осіб. До 2020 року орган місцевого самоврядування — Тарасівська сільська рада.

## Географія
Село Тарасівка розташоване за 110 км від обласного центру та за 16 км від районного центру, на лівому березі річки Мала Токмачка, нижче за течією на відстані 0,5 км розташоване село Новофедорівка, вище за течією на протилежному березі розташоване село Басань. Через село пролягає автошлях регіонального значення Р85. Найближча залізнична станція Пологи (за 16 км).

## Історія
Село засновано у 1790 році вихідцями з Полтавської губернії під первинною назвою Петропавлівка. У 1922 році  село перейменовано в Тарасівку.
Під час організованого радянською владою Голодомору 1932—1933 років померло щонайменше 100 жителів села.
12 червня 2020 року, відповідно до розпорядження Кабінету Міністрів України № 713-р «Про визначення адміністративних центрів та затвердження територій територіальних громад Запорізької області», увійшло до складу Пологівської міської громади.
19 липня 2020 року, в результаті адміністративно-територіальної реформи та ліквідації  Пологівського(1923-2020) району увійшло до складу новоутвореного Пологівського району.
З початку широкомасштабного російського вторгнення в Україну село перебуває під тимчасовою окупацією загарбників.
9 червня 2022 року стало відомо, що в селі Тарасівка російські окупанти-кадирівці змушували російських окупантів-бурятів мити собі ноги — як правило, брудні, спітнілі та смердючі. Про це розповів відомий митник і капітан першого рангу в запасі Анатолій Макаренко в інтерв'ю Дмитру Гордону. Зі слів Анатолія Макаренка, про цю брудну історію розповів йому його приятель, якому він сам як другу порадив разом з сім'єю терміново евакуюватися, на що той, хоч і насилу, але спромігся. Анатолій Макаренко прямо назвав російську армію «мерзенною, нахабною ордою», яка знищує все, що зустрічається на її шляху.

## Герб Тарасівської сільської ради
Головним атрибутом герба є жайвір. У народній свідомості це символ сонця, вогню, степу, а ще — свободи, духовності, творчості. Говорить він про гордість села — народний вокальний колектив «Жайвір». Восьмикутна зірка — незмінний символ любові, чистоти, вічності. Хрест символізує повагу до християнських цінностей. Під хрестом — схрещені шабля й перо — нагадування про Тараса Шевченка, іменем якого назване село. Шабля — символ козацької слави. Синій колір щита — символ стійкості, сили, надійності. Червономалиновий — то слава, мужність, відвага, жовтий — то сонце, світло, степ. Корона з пшениці свідчить, що основне заняття людей краю — землеробство.

## Населення

### Мова
Розподіл населення за рідною мовою за даними перепису 2001 року:
| Мова       | Кількість | Відсоток |
| ---------- | --------- | -------- |
| українська | 1220      | 95.02%   |
| російська  | 61        | 4.74%    |
| білоруська | 1         | 0.08%    |
| румунська  | 1         | 0.08%    |
| грецька    | 1         | 0.08%    |
| Усього     | 1284      | 100%     |

## Економіка
- «Росія», агрофірма, ПП.

## Об'єкти соціальної сфери
- Школа.
- Дитячий садочок (зруйнований).
- Будинок культури (в аварійному стані).
- Лікарня.

## Відомі особи
В селі народилися:
- Жмудський Олександр Захарович (1910—1997) — науковець-металофізик, дослідник спектроскопії, педагог, доктор фізико-математичних наук.
- Макаренко Анатолій Вікторович (нар. 1964) — голова Державної митної служби України, кандидат юридичних наук, заслужений економіст України.
- Орленко Леонід Михайлович (1925—1994) — художник-монументаліст.
- Удод Олександр Андрійович (нар. 1957) — науковець-історик, голова Державного комітету архівів України.